# Cheer Up!
Cheer Up! è il quarto album in studio del gruppo musicale statunitense Reel Big Fish, pubblicato nel 2002.

## Tracce
Tutte le tracce sono state scritte dai Reel Big Fish (A. Barrett, C. de la Garza, S. Klopfenstein, D. Regan, and M. Wong), eccetto dove indicato.

1. Good Thing – 3:38
2. Somebody Loved Me – 3:19
3. Ban the Tube Top – 3:10
4. Cheer Up – 2:43
5. Where Have You Been? – 4:01
6. Suckers – 3:58
7. What Are Friends For? – 3:35
8. A Little Doubt Goes a Long Way – 3:19
9. Dateless Losers – 3:34
10. Valerie – 3:55
11. Rock and Roll Is Bitchin' – 2:53
12. New York, New York (Frank Sinatra cover) – 3:25 (John Kander/Fred Ebb)
13. Sayonara Señorita – 4:09
14. Boss DJ (Sublime cover) – 3:09 (Bradley Nowell)
15. Brand New Hero – 3:40
16. Drunk Again – 4:50
17. Give It to Me (J. Geils Band cover) – 3:11 (Peter Wolf/Seth Justman)